# Полът на ангелите
„Полът на ангелите“ (на испански: El Sexo de los Ángeles) е испанско-бразилски романтичен филм от 2012 година на режисьора Хавиер Вияверде по сценарий на Ана Марото.
В центъра на сюжета са двойка младежи в съвременна Барселона, които се запознават случайно и се влюбват в треньор по карате и любител на улични танци със страх от обвързване. Главните роли се изпълняват от Астрид Берже-Фризби, Алваро Сервантес, Лоренс Гонсалес.